# Велика Врбица
Велика Врбица је насеље у Србији у општини Кладово у Борском округу. Према попису из 2022. у насељу је било 586 становника (према попису из 2011. било је 792 становника, према попису из 2002. било је 996 становника).

## Демографија
Према последњем попису из 2022. године у насељу је живело 586 становника што је за 206 мање у односу на 2011. када је на попису било 792 становника. У насељу живи 536 пунолетних становника, а просечна старост становништва износи 55,98 година (53,89 код мушкараца и 58,01 код жена).
Према подацима пописа из 2022. у насељу има 284 домаћинства, а просечан број чланова по домаћинству је 2,06. а према истом попису у насељу има 579 стамбених јединица од којих је 377 насељених.
Ово насеље је великим делом насељено Србима (према попису из 2002. године).
|  |

| Демографија | Демографија | Демографија |
| Година      | Становника  | Становника  |
| ----------- | ----------- | ----------- |
| 1948.       | 1.518       |             |
| 1953.       | 1.622       |             |
| 1961.       | 1.576       |             |
| 1971.       | 1.660       |             |
| 1981.       | 1.651       |             |
| 1991.       | 1.540       | 1.272       |
| 2002.       | 996         | 1.502       |
| 2011.       | 792         |             |
| 2022.       | 586         |             |

| Етнички састав према попису из 2002.‍ | Етнички састав према попису из 2002.‍ | Етнички састав према попису из 2002.‍ | Етнички састав према попису из 2002.‍ | Етнички састав према попису из 2002.‍ |
| ------------------------------------ | ------------------------------------ | ------------------------------------ | ------------------------------------ | ------------------------------------ |
|                                      |                                      |                                      |                                      |                                      |
| Срби                                 | Срби                                 |                                      | 971                                  | 97,48%                               |
| Власи                                | Власи                                |                                      | 15                                   | 1,50%                                |
| Румуни                               | Румуни                               |                                      | 5                                    | 0,50%                                |
| Црногорци                            | Црногорци                            |                                      | 1                                    | 0,10%                                |
| Југословени                          | Југословени                          |                                      | 1                                    | 0,10%                                |
| непознато                            | непознато                            |                                      | 1                                    | 0,10%                                |

| Година пописа     | 1948. | 1953. | 1961. | 1971. | 1981. | 1991. | 2002. |
| ----------------- | ----- | ----- | ----- | ----- | ----- | ----- | ----- |
| Број домаћинстава | 292   | 313   | 336   | 335   | 350   | 348   | 328   |

| Број чланова      | 1  | 2  | 3  | 4  | 5  | 6  | 7 | 8 | 9 | 10 и више | Просек |
| ----------------- | -- | -- | -- | -- | -- | -- | - | - | - | --------- | ------ |
| Број домаћинстава | 65 | 98 | 50 | 45 | 34 | 25 | 8 | 1 | 1 | 1         | 3,04   |

| Пол    | Укупно | Неожењен/Неудата | Ожењен/Удата | Удовац/Удовица | Разведен/Разведена | Непознато |
| ------ | ------ | ---------------- | ------------ | -------------- | ------------------ | --------- |
| Мушки  | 414    | 73               | 300          | 31             | 9                  | 1         |
| Женски | 434    | 22               | 308          | 97             | 7                  | 0         |
| УКУПНО | 848    | 95               | 608          | 128            | 16                 | 1         |

| Пол    | Укупно                    | Пољопривреда, лов и шумарство | Рибарство                            | Вађење руде и камена | Прерађивачка индустрија       |
| ------ | ------------------------- | ----------------------------- | ------------------------------------ | -------------------- | ----------------------------- |
| Мушки  | 166                       | 48                            | 0                                    | 0                    | 21                            |
| Женски | 84                        | 64                            | 0                                    | 0                    | 2                             |
| УКУПНО | 250                       | 112                           | 0                                    | 0                    | 23                            |
| Пол    | Производња и снабдевање   | Грађевинарство                | Трговина                             | Хотели и ресторани   | Саобраћај, складиштење и везе |
| Мушки  | 7                         | 9                             | 15                                   | 3                    | 43                            |
| Женски | 0                         | 0                             | 6                                    | 0                    | 0                             |
| УКУПНО | 7                         | 9                             | 21                                   | 3                    | 43                            |
| Пол    | Финансијско посредовање   | Некретнине                    | Државна управа и одбрана             | Образовање           | Здравствени и социјални рад   |
| Мушки  | 0                         | 1                             | 6                                    | 1                    | 1                             |
| Женски | 0                         | 0                             | 1                                    | 5                    | 2                             |
| УКУПНО | 0                         | 1                             | 7                                    | 6                    | 3                             |
| Пол    | Остале услужне активности | Приватна домаћинства          | Екстериторијалне организације и тела | Непознато            | Непознато                     |
| Мушки  | 3                         | 0                             | 0                                    | 8                    | 8                             |
| Женски | 1                         | 0                             | 0                                    | 3                    | 3                             |
| УКУПНО | 4                         | 0                             | 0                                    | 11                   | 11                            |